# وسبتنا
وسبتنا (به لاتین: Vassbotna) یک منطقهٔ مسکونی در نروژ است که در Høylandet واقع شده‌است.

## خصوصیات
وسبتنا ۱۰ متر بالاتر از سطح دریا واقع شده‌است.